# معركة نياكي
تدور معركة نياكي في 12 نوفمبر 2020 أثناء حرب مالي.

## المعركة
شنت القوات الفرنسية ، في ساعات المساء 12 نوفمبر 2020 ، هجوما على مخيم لجماعة نصرة الإسلام والمسلمين قرب قرية نياكي على بعد 180 كيلومترا شرقي موبتي. و قصفتها أربع طائرات من طراز داسو ميراج 2000 من نيامي. ثم قامت ثلاث طائرات هليكوبتر من طراز إن إتش-90 بإسقاط جنود من جماعة نصرة الإسلام و المسلمين على الأرض. و بدعم من نيران أربع طائرات هليكوبتر من طراز يوروكوبتر تايغر ، قامت الأخيرة بإجراء معركة برية لمدة ساعة تقريبًا.

## خسائر
في اليوم التالي ، أعلنت قيادة الجيش الفرنسي مقتل نحو ثلاثين جهاديًا في العملية. كما تم ضبط وتدمير حوالي عشرين دراجة نارية وأسلحة.